# 今尾藩
今尾藩（いまおはん）は、美濃国安八郡（現在の岐阜県海津市平田町今尾）に存在した藩。藩庁は今尾陣屋に置かれた。

## 藩史
今尾城を領していた市橋長勝は関ヶ原の戦いで東軍に与して功あり、戦後に所領を安堵された。慶長15年（1610年）、中村一忠の改易により長勝は伯耆矢橋藩へ転封され、元和5年（1619年）、竹腰正信が今尾陣屋を築いて入った。
竹腰家は宇多源氏の佐々木信綱を祖とする。竹腰道鎮は斎藤道三に仕え、その孫正信は徳川家康に仕えた。正信の生母はお亀の方で、尾張徳川家の祖となった徳川義直は正信の異父弟である。慶長6年（1601年）、正信は甲斐国内に5000石を与えられ、慶長12年（1607年）に成瀬正成と共に義直の御附家老となった。その後、新たに尾張で5000石を加増され、合計1万石を領した。慶長16年（1611年）に尾張藩の執政を務めていた平岩親吉が死去すると、正信はその後を受けて尾張藩の執政を任された。また、正信は名古屋城築城に尽力し、自らが砲術に長けていたことを家康の前で披露して褒め称えられたことから、1万石を加増された。元和5年（1619年）にはさらに1万石を加増されて3万石の大名となった。以後、竹腰家は尾張藩の御附家老として代々、尾張藩主を補佐した。ただし、幕府時代は正式に藩としては認められず、正式に認められて立藩したのは、明治元年（1868年）1月27日の明治政府の計らいによるものである。このとき、今尾藩は同年10月に義直から下された1万石を返上している。そして明治2年（1869年）6月23日、版籍奉還を行なった。

## 歴代藩主

### 市橋家
外様 1万石
1. 市橋長勝（ながかつ）

### 竹腰家
譜代（御附家老） 1万石→2万石→3万石→2万石
1. 竹腰正信（まさのぶ）
2. 竹腰正晴（まさはる）
3. 竹腰友正（ともまさ）
4. 竹腰正映（まさあきら、まさてる）
5. 竹腰正武（まさたけ）
6. 竹腰勝起（かつのり）
7. 竹腰睦群（ちかむら）
8. 竹腰正定（まさやす）
9. 竹腰正富（まさとみ）
10. 竹腰正舊（まさもと）

## 幕末の領地
- 美濃国
  - 安八郡のうち - 5村
今尾村(1152石6斗7升2合9勺7才4撮)・大尻村(258石0斗5升9合9勺9才8撮)・土倉村(542石4斗2升7合0勺0才2撮)・脇野村(728石6斗4升6合9勺7才3撮)・大牧村(118石8斗9升4合9勺9才7撮)
  - 石津郡のうち - 1村　
牧田村(660石7斗1升5合0勺2才7撮)
  - 多芸郡のうち - 6村
大野村(178石9斗4升2合9勺9才3撮)・船附村(1993石1斗3升4合0勺3才3撮)・栗笠村(977石5斗5升4合0勺1才6撮)・下笠村(1815石9斗9升5合9勺7才2撮)・烏江村(359石5斗0升0合0勺0才0撮)・西岩道村(272石6斗0升2合9勺9才7撮)
  - 武儀郡のうち - 3村
志摩村(231石5斗0升9合9勺9才5撮)・志津野村(1245石5斗1升5合0勺1才5撮)・吉田村(2515石5斗4升1合0勺1才6撮)
  - 加茂郡のうち - 5村
栃井村(273石0斗5升3合9勺8才6撮)・牧野村(188石8斗8升9合9勺9才9撮)・小山村(178石3斗7升6合0勺0才7撮)・信友村(373石0斗7升5合9勺8才9撮)・西脇村(355石9斗1升1合0勺1才1撮)
- 尾張国
  - 愛知郡のうち - 2村
東起村(401石2斗3升1合9勺9才5撮)・南野村(650石9斗9合5升9勺7才2撮)
  - 春日井郡のうち - 4村
堀越村(906石9斗7合3升0勺2才2撮)・中小田井村(492石7斗6合4升0勺0才8撮)・味鋺村(2834石8斗9合6升9勺7才3撮)・味鋺原新田(23石9斗1合0升0勺0才0撮)
  - 丹羽郡のうち - 3村
小口村(2768石3斗7合6升9勺5才3撮)・大地村(908石0斗3升1合0勺0才6撮)・一色村(109石4斗2升0合9勺9才8撮)
  - 葉栗郡のうち - 2村
光明寺村(937石7斗4升5合9勺7才2撮)・佐千原村(339石8斗6升0合9勺9才2撮)
  - 中島郡のうち - 10村
下津村(2289石4斗5升6合0勺5才5撮)・長野村(604石0斗4升4合9勺8才3撮)・松下村(287石2斗3升9合9勺9才0撮)・下祖父江村(13石5斗6升1合0勺0才0撮)・下起村(226石8斗9升3合9勺9才7撮)・娵振村(91石1斗7升1合9勺9才7撮)・塩川新田(106石8斗7升5合9勺9才9撮)・塩川山新田(235石7斗5升3合0勺0才6撮)・四貫村(459石9斗7升1合9勺8才5撮)・西鵜之本村(145石6斗8升8合9勺9才5撮)・神明津村(984石2斗6升5合0勺1才5撮)
  - 海東郡のうち - 3村
古瀬村(238石0斗7升4合0勺0才5撮)・江松村(267石5斗5升3合9勺8才6撮)・納屋山新田(109石9斗5升9合9勺9才9撮)